# 世界殯儀舘

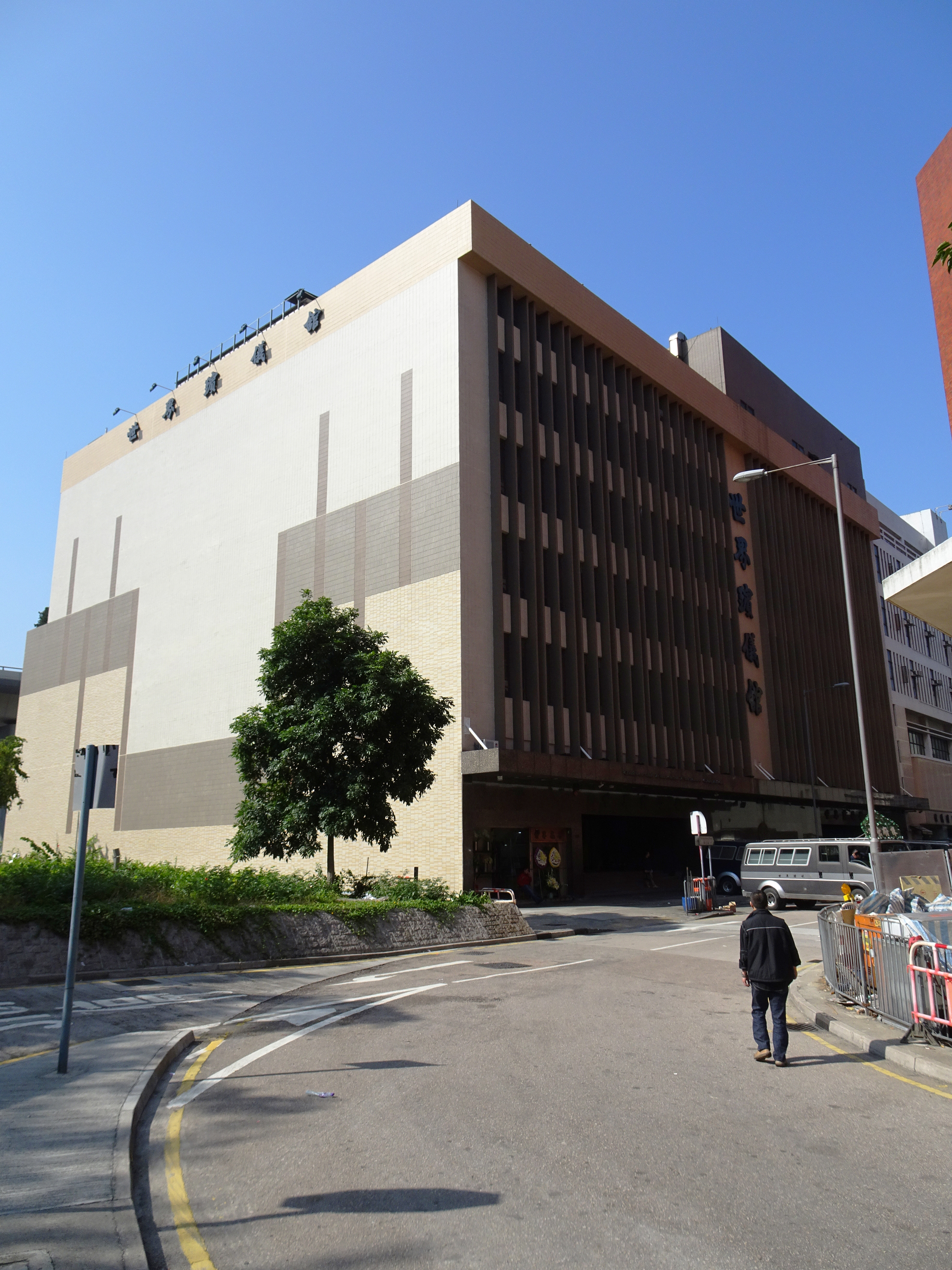
世界殯儀舘

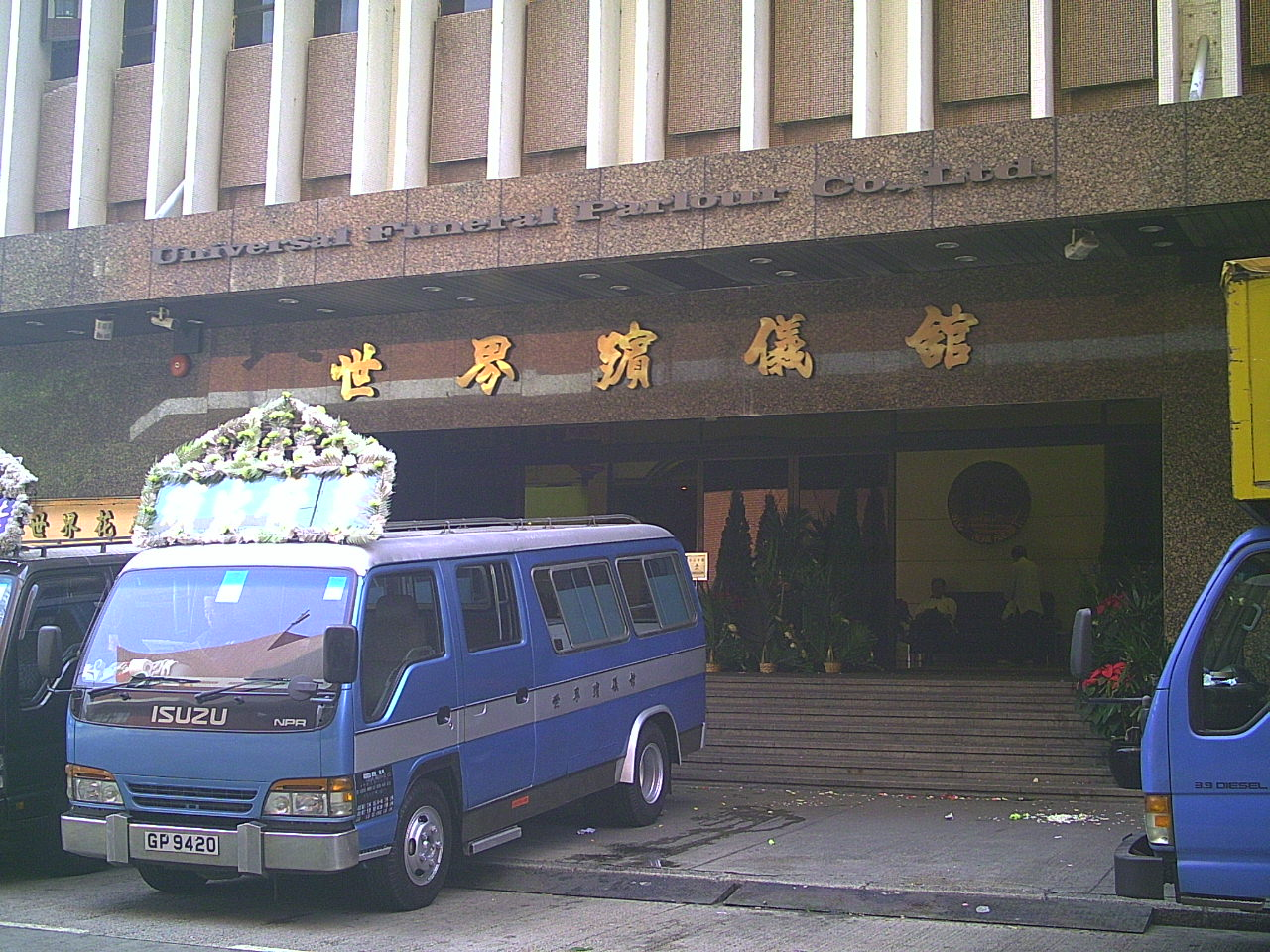
大門

標誌

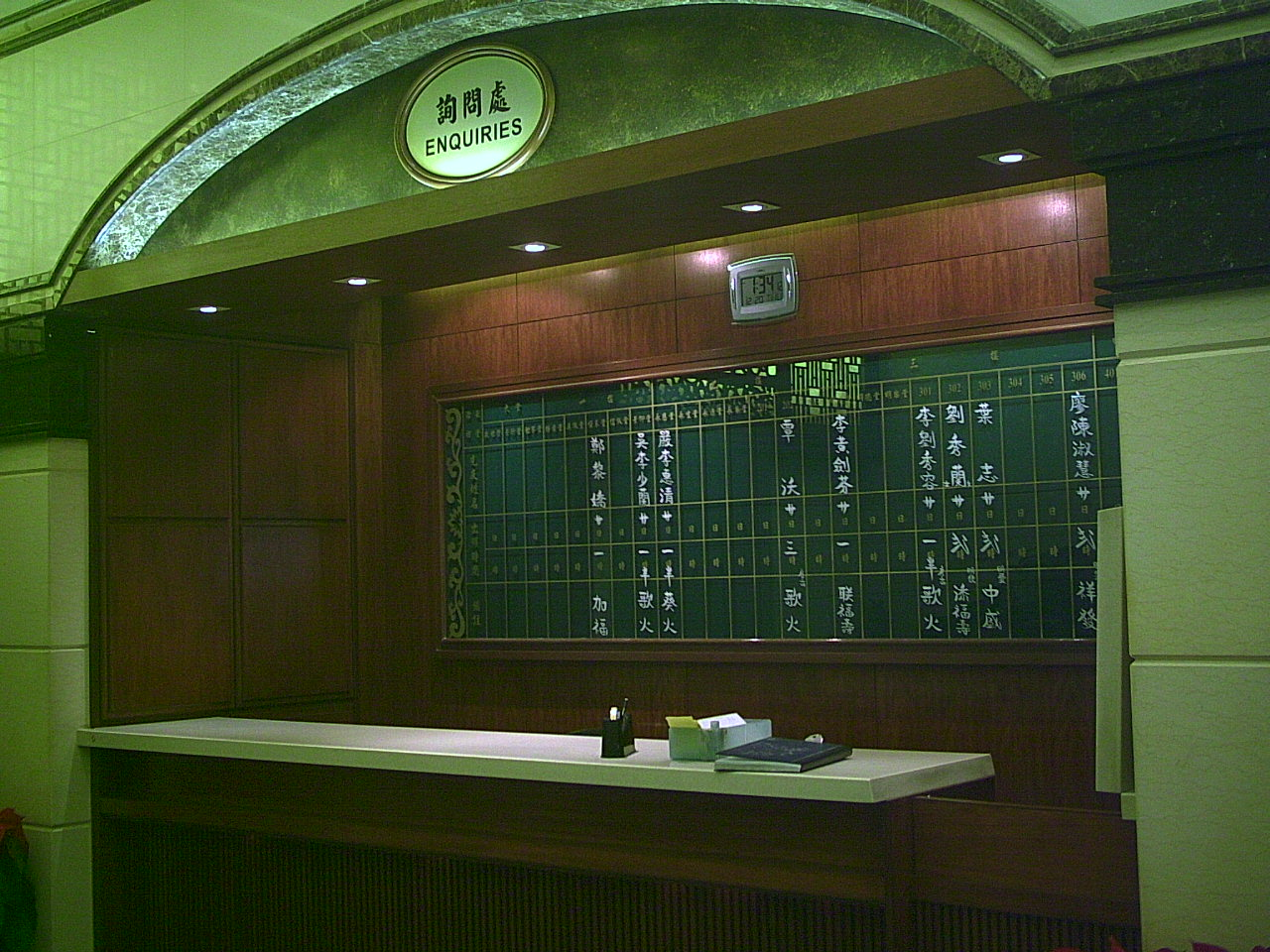
詢問處及出租禮堂分佈

世界殯儀舘有限公司（簡稱世界殯儀舘）是香港一間殯儀館，位於九龍紅磡暢行道10號，於1975年11月28日落成啟用，為香港主要的殯儀館之一。
2006年12月11日，世界殯儀舘以9,120萬港元奪得鄰近的永恆殯儀館的5年經營權（並更名為世盛殯儀館），香港殯儀業界擔心出現壟斷。
舘內設有15間禮堂，分別是14個一般禮堂和1個世界大禮堂，另有12間房口。最大的一般禮堂面積約3,000平方呎；最小約1,100平方呎；而世界大禮堂則佔地8,000平方呎，是亞洲城市中最大的殯儀禮堂之一。至於房口的面積約600平方呎。舘內設有

## 於紅磡世界殯儀舘舉行喪禮儀式的香港名人
1. 漫畫家王司馬
2. 電視藝員翁美玲
3. 電視藝員鍾保羅
4. 影視演員西瓜刨
5. 張國榮的母親潘玉瑤
6. 電視劇監製蕭笙
7. 葉世榮的前女友許韻珊
8. 電影導演張徹
9. 無綫配音員盧素娟
10. 前電視藝員楊嘉諾
11. 評馬人、演員董驃
12. 撲救嘉利大廈五級大火殉職消防員廖熾鴻
13. 因入境事務大樓縱火案遇害殉職的高級入境事務主任梁錦光
14. 合理懷疑被徐步高槍殺的殉職警員梁成恩，MBS
15. 譚咏麟的父親譚江柏
16. 合法槍殺徐步高的殉職警員曾國恆，MBG
17. 撲救品質工業大廈火警而殉職的消防員黃家熙，MBG
18. 前無綫監製黃家亮
19. 中國流行歌曲之王陳蝶衣
20. 華人置業集團銷售經理任建華
21. 電視藝員、民建聯油尖旺區議員劉志榮
22. 撲救嘉禾大廈大火而殉職的消防員陳兆龍，MBG
23. 撲救嘉禾大廈大火而殉職的消防隊目蕭永方，MBG
24. 前人民入境事务處處長梁銘彥，OBE
25. 電台節目主持人陳任
26. 影星石堅
27. 影星關海山
28. 粵劇編劇葉紹德
29. 電影工作者胡小峰
30. 香港電影演員、足球評述員林尚義
31. 電視藝員陳鴻烈
32. 藝人林蛟
33. 命喪韓國雪山的皇仁書院中三男生陳守博
34. 為救孤兒命喪青海玉樹的香港義工黃福榮，MBG
35. 中環因處理雞苗販示威時而墮下行人天橋殉職的警署警長劉志堅
36. 命喪菲律賓槍手騎劫香港旅行團事件的康泰旅行社領隊謝廷駿，MBG
37. 星級大妗姐陳鳳冰
38. 「九龍皇帝」曾灶財
39. 前香港警務處警長馮國豪
40. 香港電影演員、前無線電視監製王天林
41. 電視藝員羅君左
42. 藝人曾近榮
43. 粵劇名伶梁漢威
44. 中國高爾夫球之父朱樹豪
45. 粵曲演唱家鍾雲山
46. 影星司馬華龍
47. 命喪南丫島海難的港燈工程師徐志偉和女兒徐凱盈
48. 香港電影編劇司徒錦源
49. 命喪第五十九屆澳門格蘭披治大賽車的香港賽車手丘永材
50. 命喪埃及樂蜀的遊客何愛明、何愛英、何愛興、鄧玉玲
51. 藝人江毅
52. 藝人蘇杏璇
53. 粵劇名伶林錦堂
54. 藝人劉家良
55. 粵劇名伶陳劍聲
56. 編劇及歷史掌故專家吳昊
57. 電視藝員午馬
58. 演唱會之父張耀榮
59. 警務處警長高級督察黃麗瑩
60. 前嘉禾電影公司三大巨頭之一蔡篤生
61. 少年廚神劉嘉麟
62. 民建聯元老葉國忠，SBS，JP
63. 永盛電影公司老闆向華勝
64. 撲救石硤尾邨氣爆事故而殉職的消防員梁國基
65. 傅抱石孫女傅蕾蕾
66. 丁羽妻子周歐陽淑蘭
67. 無綫配音員林保全
68. 食物環境衞生署小販管理主任胡廣森
69. 前無綫藝人王敏明
70. 工聯會前會長楊光，大紫荊勳賢
71. 前足球名將胡國雄
72. 粵劇名伶林家聲，SBS，BBS
73. 無味神探陳思祺
74. 曾任立法會、市政局議員杜葉錫恩，大紫荊勳賢，CBE
75. 節目監製鄧婉媚
76. 和義堂前任雙坐館鄺錦榮「牛榮」
77. 前「巨人三重唱」前輩歌手麥青
78. 撲救淘大工業村迷你倉大火而殉職的消防員張耀升，MBG、許志傑，MBG
79. 演員王萊
80. 女高音歌唱家、前港事顧問費明儀，SBS，BBS
81. 綠葉演員魯芬
82. 撲救行動中墮崖殉職的消防員邱少明，MBG
83. 無綫演員曾守明
84. 香港賊王葉繼歡
85. 香港電影音效師曾景祥
86. 無綫綠葉演員廖麗麗
87. 前無綫化妝大師陳文輝
88. 無綫綠葉演員馬清儀
89. 動作演員韓國材
90. 蔡若蓮長子潘匡仁
91. 無綫演員江漢
92. 前亞視藝人洪羅拔
93. 電視藝員陳振華
94. 前邵氏女星李菁
95. 演員侯煥玲
96. 演員雷震
97. 演員梁舜燕
98. 有「港姐之母」稱號陳紫蓮
99. 作曲家及唱片製作人黎小田
100. 香港海關關員黃焯梆
101. 音樂人及廣播節目主持亞里安
102. 歌唱老師鮑培莉
103. 香港海關高級關員吳詠敏
104. 青少年讀物作家君比
105. 有「玩具大王」稱號、彩星集團創辦人陳大河
106. 香港海關高級關員黎志恒
107. 節目監製蕭景路
108. 黃日華妻子、前藝人梁潔華
109. 港鐵公關、新聞記者郭麗婷
110. 前高等法院法官阮雲道
111. 導演鄧衍成
112. 藝員、配音員譚炳文
113. 電影演員、幕後工作者朱日紅
114. 前無綫及亞視藝人羅銘偉
115. 已故前亞視藝人劉志榮妻子梁淑莊
116. 前BMX港隊代表周建樂
117. 小學校長盧光輝
118. 演員李香琴
119. 社會福利署副署長林嘉泰
120. 資深复康顧問郭立椿
121. 演員吳孟達
122. 演員黃樹棠
123. 粵劇演員尤聲普
124. 無綫電視監製衛世輝
125. 殉職水警林婉儀
126. 資深傳媒人、香港《亞洲週刊》副總編輯、著名作家江迅
127. 配音員朱子聰
128. 賽馬人簡炳墀
129. 王賢誌的母親王胡麗明
130. 導演及藝人楚原
131. 前助理廣播處長施永遠
132. 劉雅麗爸爸劉山本
133. 粵劇名伶任冰兒
134. 舞台劇演員和導演、電視及電台節目主持古天農
135. 瑜伽導師周慧賢
136. 香港中小企業總商會榮譽會長兼常務顧問巢國明
137. 前保安局局長李少光
138. 勞聯前主席、前立法會議員李啟明
139. 綠葉演員陳萬雷
140. 羅霖的母親羅董本如
141. 資深傳媒人、電影編劇林超榮
142. 處理神奇道一宗交通意外時突然暈倒猝逝的消防員邱耀文
143. 擁有「小巴大王」之稱馬亞木
144. 演員顔國樑
145. 演員徐少強及其時任妻子孟雨軒
146. 填詞人盧國沾
147. 歌手李國祥
148. 演員谷峰
149. 粵樂家及粵劇樂師麥惠文
150. 前行政長官梁振英次女梁齊昕
151. 武術指導唐佳及其妻子演員雪妮
152. 演員周驄

## 資料來源
1. ↑  . https://www.givegift.com.hk/.   [2018-08-23]. （原始内容存档于2022-05-12）.（繁體中文）
2. ↑  . 工商晚報第六頁. 1975年11月25日.（繁體中文）

## 外部連結
- 世界殯儀舘官方網站 （页面存档备份，存于）

|  |  |